# Brachytheciaceae
Brachytheciaceae là một họ rêu trong bộ Hypnales.